# Lithobius lakatnicensis
Lithobius lakatnicensis är en mångfotingart som beskrevs av Karl Wilhelm Verhoeff 1926. Lithobius lakatnicensis ingår i släktet Lithobius och familjen stenkrypare. Inga underarter finns listade i Catalogue of Life.